# Cerro del Muerto
El Cerro del Muerto es un macizo montañoso, que se encuentra en los municipios de Aguascalientes y Jesús María, en el Estado de Aguascalientes en México. Presenta un bosque de encino en las partes altas y en algunas laderas y cañadas. Asimismo contiene áreas cubiertas de matorral espinoso, inerme y subtropical que se entremezclan con el bosque de encino y los pastizales.
Es una montaña que forma parte de la Sierra del Laurel, un ramal de la Sierra Madre Occidental, y que constituye un emblema del estado de Aguascalientes. El cerro se encuentra al poniente del estado, a una distancia aproximada de 10 km de la capital, Aguascalientes, y ofrece una vista característica del poniente de la ciudad, especialmente al atardecer.
Su altura oscila los 2,440 metros de los cuales la parte más accesible es el "Picacho", que corresponde a los pies del muerto, ya que se encuentra muy cerca de la carretera Federal Número 70 a Calvillo. Es un destino popular para los deportistas, principalmente los fines de semana, que se dan cita escaladores y corredores.
Actualmente existe una estación del H. Cuerpo de Bomberos Voluntarios de Aguascalientes, A.C. quienes se encargan de su vigilancia y protección.

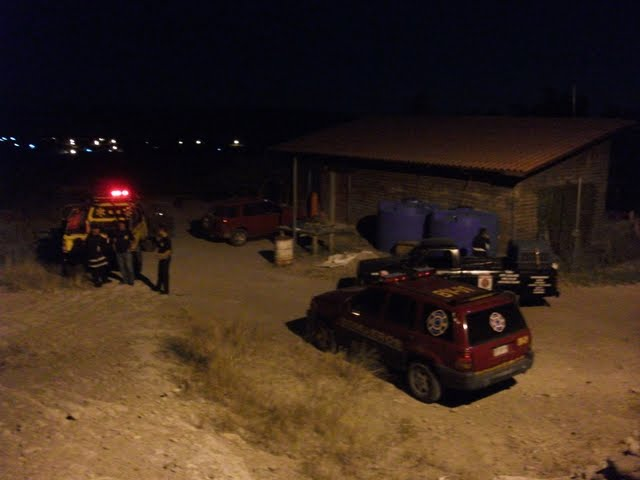
Base del H. Cuerpo de Bomberos Voluntarios de Aguascalientes, A.C.

El 26 de mayo de 2008 fue decretado como un área natural protegida por el Gobierno del Estado de Aguascalientes con la categoría de Monumento Natural. Este importante esfuerzo de conservación ha permitido atraer la atención pública y la inversión de recursos para acciones en torno a su conservación. Entre estas acciones se pueden mencionar la instalación de un Centro de Atención a Visitantes y un módulo de vigilancia, que ha permitido que un grupo de guardias forestales hagan recorridos en la zona, particularmente en el área de "El Picacho". 
De acuerdo al artículo 66 fracción III de la Ley de Protección Ambiental del Estado de Aguascalientes, Monumentos Naturales son aquellas áreas que contienen un monumento natural concreto, que puede ser una formación terrestre, un rasgo geológico como una cueva o incluso un elemento vivo como una arboleda antigua. Son áreas protegidas pequeñas y a menudo tienen un gran valor para los visitantes. Su objetivo primario es proteger rasgos naturales específicos sobresalientes y la biodiversidad y los hábitats asociados a ellos. Es así que el Cerro del Muerto —por contener un paisaje que distingue al estado de Aguascalientes, así como hábitats y ecosistemas naturales— fue declarado como Monumento Natural. No obstante, al tener un carácter de propiedad privada y ejidal, requiere de la suma de voluntades y esfuerzos para darle un sentido de sustentabilidad al aprovechamiento de sus recursos naturales.

## Ubicación geográfica y acceso

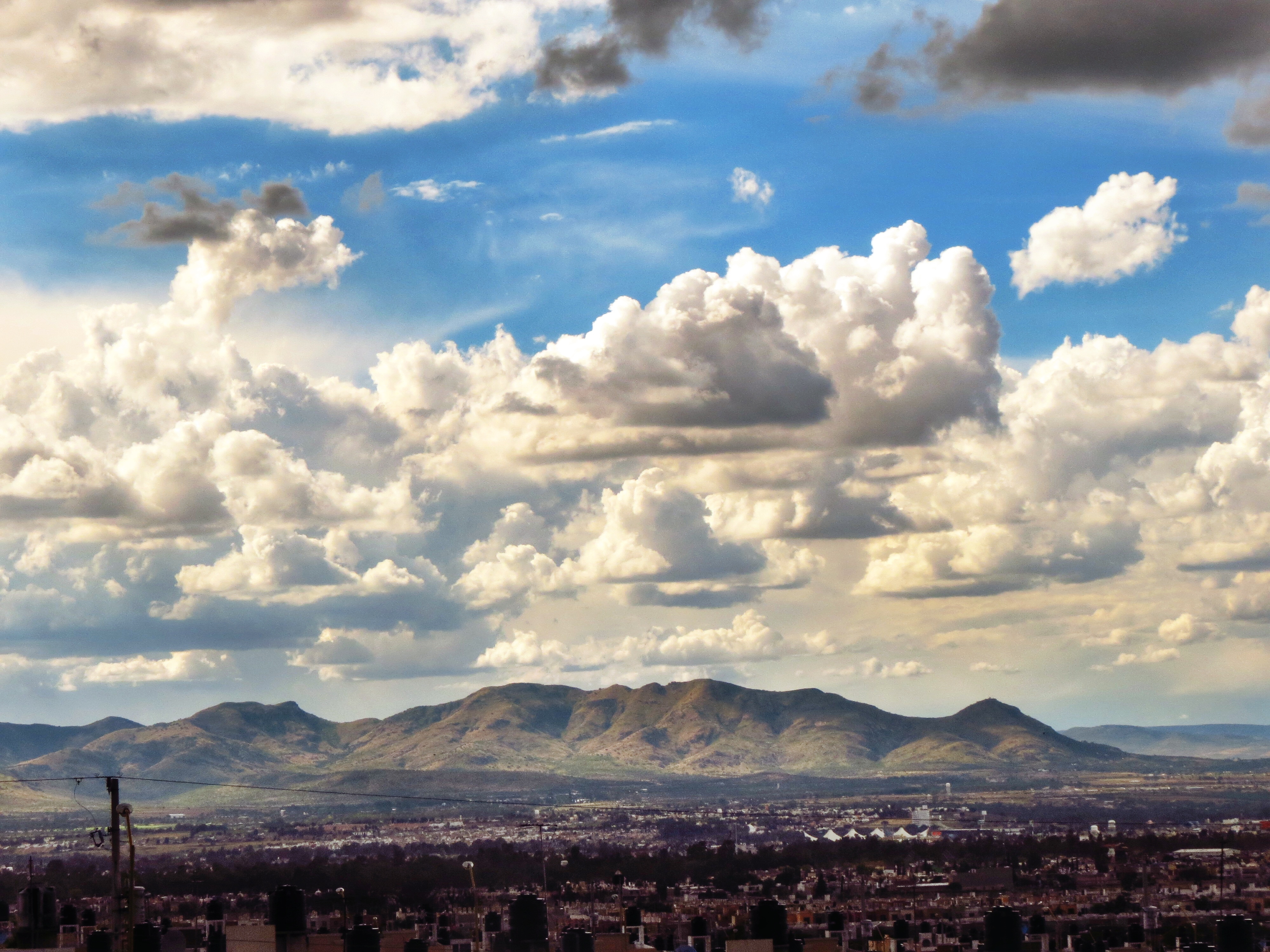
Cerro del Muerto, Aguascalientes

El Cerro del Muerto se localiza en la región poniente del estado de Aguascalientes, entre las coordenadas extremas de 102° 21’ W y 102° 30’ W y 21° 52’ 30” N y 21° 48’ N. Se encuentra en los municipios Aguascalientes y Jesús María. Tiene una superficie de 5862,034 has, que comprende el 1,03% del territorio estatal.
Para llegar al Cerro del Muerto, existen varios accesos. A partir de la ciudad de Aguascalientes, al poniente de la ciudad empieza la carretera federal n.º 70 que comunica con el municipio de Calvillo. Sobre esta carretera, aproximadamente a 10 km con rumbo de la ciudad de Aguascalientes a Calvillo, sobre el lado sur, se localiza el macizo montañoso del Cerro del Muerto. Aquí existe el punto de acceso principal conocido como “El Picacho” o “Los Pies del Muerto” en el cual hay una vereda que lleva hasta la cima del cerro. Este punto es de los más conocidos del Monumento Natural Cerro del Muerto. También se puede llegar siguiendo el libramiento que comunica la carretera federal n.º 70, con la carretera federal n.º 45. Este libramiento va paralelo a los límites del área natural protegida. Sobre el mismo, existen caminos privados que conducen al Cerro. 
Otra vía de comunicación que permite llegar al Cerro del Muerto es la carretera federal que conecta con la comunidad de Villa Hidalgo. Esta carretera se localiza al sur del Cerro del Muerto. Sobre esta se desprende un camino de terracería que empieza en la comunidad de “Los Caños” y que va paralelo sobre los límites ponientes del área protegida Cerro del Muerto y llega a la comunidad de “General Ignacio Zaragoza”, también conocida como “Venadero”, km 18.5 carretera Aguascalientes-Calvillo perteneciente también al municipio de Jesús María.

## Relieve
El Cerro del Muerto se encuentra localizado en la provincia Sierra Madre Occidental, subprovincia Sierras y Valles Zacatecanos. Los sistemas de topoformas predominantes son: lomeríos y superficie de mesetas, laderas, lomeríos suaves y fondos de valle, llanura de piso rocoso, lomeríos y valle angosto; con altitudes que van desde los 1,842 a los 2,440 metros sobre el nivel del mar.
El Cerro del Muerto presenta un aspecto montañoso con laderas en su mayor parte de hasta 58° de inclinación. El aspecto que presenta, el cual origina su nombre, es el de una persona recostada con la “cabeza” hacia el lado suroeste y los “pies” o también conocido como “Picacho”, orientado hacia el lado sureste. Hacia su parte oriente se encuentra el Valle de Aguascalientes, mientras que en su parte noroeste se localiza la Sierra de Huijolotes interrumpida por un pequeño valle. Hacia su parte suroeste se localiza el macizo montañoso de la Sierra de Laurel. 

## Geología
La columna estratigráfica del Cerro del Muerto está representada por rocas del Terciario, de origen ígneo, con derrames de rocas ígneas extrusivas básicas, así como afloramientos de rocas metamórficas en una pequeña porción al norte, como los esquistos del Jurásico (las rocas de mayor antigüedad en el estado). Hay depósitos sedimentarios de tipo continental, como lo son las areniscas, conglomerados y una asociación de ambos; los depósitos aluviales datan del Cuaternario.
El área que comprende el Cerro del Muerto, formar parte del macizo montañoso de la Sierra Madre Occidental, está muy ligado a su historia geológica. Se comenzó a formar durante el Terciario Inferior, hace aproximadamente 58 millones de años, cuando iniciaron una serie de episodios volcánicos que provocaron la extrusión a gran escala de rocas ácidas e intermedias de mayor contenido en sílice; particularmente riolitas e ignimbritas riolíticas, así como tobas ácidas y brechas. Estas sobreyacen a rocas sedimentarias y metamórficas del Mesozoico de origen marino. Es común que estos materiales formen mesetas, aunque también dan lugar a calderas. El vulcanismo continuó durante el Terciario Medio generando una amplísima mesa alta, constituida por estas rocas. Luego, durante el Pleistoceno, los aparatos volcánicos se erosionaron hasta desaparecer prácticamente por completo. Los procesos de levantamiento y colapso dieron lugar a la formación de varias fallas, de longitud considerable, que se orientan en dirección norte-sur, o noreste-suroeste, algunas de las cuales siguen activas hasta hoy; dichas estructuras han producido fosas tectónicas, en la zona oriental y meridional de la Sierra Madre Occidental.
Las rocas que predominan en el Cerro del Muerto son en su mayoría ígneas extrusivas de la era Cenozoica del periodo terciario en un 77% del área, le siguen las rocas tipo clásticas también del Cenozoico del periodo terciario con un 17%. Es de destacar la presencia de rocas tipo metamórficas al norte de la poligonal, muy cerca del “Picacho” en un 0.8% del área. 

## Suelos
En el Cerro del Muerto predominan los suelos tipo Feozem, este suelo presenta una capa superficial de color oscuro (horizonte mólico) y una saturación de bases del 50% o mayor y una matriz libre de carbonato de calcio, por lo menos hasta una profundidad de 100 cm o hasta el límite con una capa contrastante (roca, cementación). Cubre una superficie de más de 2 mil 600 hectáreas (45%) del área protegida. 
En segundo lugar predominan los suelos tipo Litosol (suelos delgados, débilmente desarrollados), los cuales son característicos de áreas montañosas y rocosas.  Ocupan poco más de 2 mil 400 hectáreas (42% de la superficie del área protegida) y aunque son suelos muy delgados, con menos de 10 cm de profundidad, son importantes como sostén de las comunidades de encinos del Cerro del Muerto (INEGI 2008). Se encuentran en áreas con condiciones topográficas de excesiva a moderada pendiente o con materiales geológicos relativamente recientes (basalto), que no han permitido su desarrollo; esto determina que no tengan capacidad de uso, ni sea recomendable realizar en ellos ningún tipo de utilización agropecuaria o forestal, debido a que provocarían la pérdida total del escaso espesor de suelo, pues estas características lo condicionan a una erodabilidad demasiado elevada.
Enseguida predominan los suelos tipo planosol, los cuales son medianamente profundos, entre 50 y 100 cm que se caracterizan por tener una capa endurecida con sílice o arcilla bien compactada que induce el lavado lateral del agua, provocando la erosión interna del suelo hacia partes más bajas del terreno; se manifiesta comúnmente por la presencia de una capa infértil, delgada y de color claro, llamada álbica. Constituyen el tercer tipo de suelo más importante en el Cerro del Muerto con 694 hectáreas (11.8% de su territorio). Su vegetación natural es pastizal o matorral (INEGI 2008).
En cuarto y último lugar se presentan los suelos tipo cambisol (suelos que experimentan cambios en color, estructura y consistencia), los cuales son aquellos que tienen un horizonte subsuperficial (cámbico) que muestra evidencias de alteración, remoción, un espesor de por lo menos 15 cm y no tiene consistencia quebradiza. Cubre una pequeña superficie de 47 hectáreas (0.8% del área protegida). Es un suelo característico de la Sierra Madre Occidental (noroeste, centro y sureste) y cubren gran parte de la subprovincia Pie de la Sierra; en estas áreas por lo general tienen pendientes irregulares muy pronunciadas, y moderadas en las estribaciones.

## Clima
En el Cerro del Muerto se presentan tres tipos de climas. En la parte este y sur predomina el clima semiseco templado BS1kw con lluvias en verano y escasas a lo largo del año, cubriendo una superficie de más de 3,400 hectáreas (59% del área protegida). En este tipo de clima, la temperatura media anual varía de 16.0° a 18.0 °C, la temperatura media del mes más frío es de         -3.0° a 18.0 °C, la temperatura media del mes más caliente del año es mayor de 18.0 °C, por lo que se considera que tiene verano cálido; la precipitación total anual varía entre 400 y 600 mm. 
En la parte central oeste del Cerro del Muerto se presenta un clima templado con verano cálido C(w0) con lluvias en verano, con baja humedad, cubriendo una superficie de más de 2,200 hectáreas (38.4%). Son los de menor humedad dentro de los templados subhúmedos, su temperatura media anual varía entre 12.0° y 18.0 °C y la precipitación total anual, entre 600 y 700 mm. La temporada de lluvias se presenta en el verano, específicamente en el periodo que va de mayo a octubre (INEGI 1989), el mes más seco recibe menos de 40 mm de precipitación (García, 1973). En una pequeña porción al sureste de la poligonal del área protegida, en una superficie de 143 hectáreas (2.4%), se presenta el clima semiseco semicálido BS1hw(w) con lluvias en verano y en invierno, en el cual la precipitación total anual va de 500 a 700 mm y se produce principalmente en el verano, ya que la que ocurre en invierno (en los meses de enero, febrero y marzo), representa alrededor de 5% de la precipitación total anual. La temperatura media anual oscila entre los 18.0° y los 21.0 °C, el mes más frío es enero, con temperaturas medias entre 13.0° y 16.0 °C; la época más calurosa se presenta en los meses de mayo y junio, con una temperatura media que va de los 22.0° a los 25.0 °C; el mes más húmedo es agosto; la precipitación varía entre 110 y 160 mm. El mes más seco es marzo, con menos de 7 mm de precipitación.

## Hidrología
El Cerro del Muerto se localiza dentro la cuenca del río Lerma-Santiago. De manera general, presenta dos subcuencas, la de Juchipila y de Río Verde. Esta última presenta arroyos que van a desembocar al Río San Pedro, en el Valle de Aguascalientes, mientras que la de Juchipila va a dar al río Texas o de Malpaso, que finalmente desemboca en el Río Juchipila. La subcuenca de Río verde se divide en dos, una porción sur denomina “k” y que comprende una superficie de casi 1,700 hectáreas (29%) cuyas aguas son afluentes de la Presa del Niágara y la porción norte denominada “b”, que comprende una superficie de más de 4,000 hectáreas (70%), cuyos arroyos son afluentes de la Presa Abelardo Rodríguez y del Arroyo Morcinique. 
En cuanto a la hidrología superficial, el Cerro del Muerto presenta 15 cuerpos de agua, los cuales consisten en pequeños bordos de abrevadero, así como escurrimientos temporales principales, ya que las características orográficas y edafológicas de la zona no permiten la existencia de cuerpos de agua lóticos permanentes, sino únicamente arroyos en época de lluvias. Los principales arroyos del Cerro del Muerto, los cuales inclusive tienen su nacimiento en esta zona montañosa, son los arroyos Xoconoxtle, Los Chivos, Peña Blanca, El Muerto, Las Víboras, Palos de los Fierros, Los Coyotes, Carboneras, La Chorrera y El Barreno (INEGI 1993).

## Vegetación

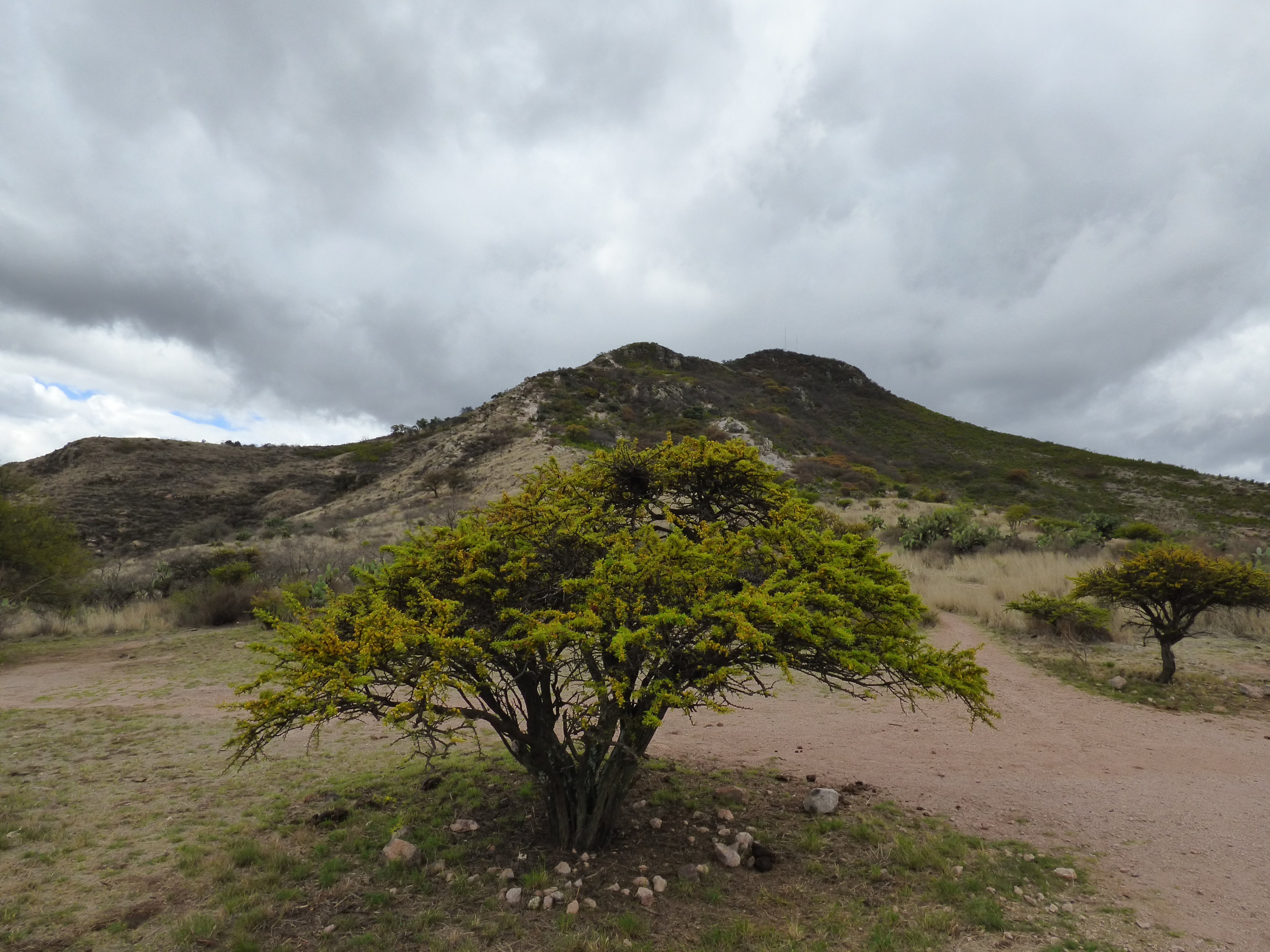
Flora del Cerro del Muerto

En el área protegida se reportan un total de 182 especies de plantas terrestres, de las cuales, 128 son dicotiledóneas (70.3%) y 54 son monocotiledóneas (29.7%). Pertenecen 43 familias y 122 géneros. Esta diversidad de plantas representa el 11.1% del total de especies de plantas reportadas para el Estado de Aguascalientes que es de 1645 (CONABIO, IMAE, UAA, 2008). De las especies de plantas registradas en el área protegida, 24% corresponden a la familia Compositae, enseguida se encuentra la familia Gramineae con un 21%, en tercer lugar de número de especies por familia está la familia cactácea con un 8%, luego la familia Leguminosae con 7%, en quinto lugar la familia Liliaceae con un 4%, y en mucho menor proporción el resto de las familias. 

### Bosque de encino
El bosque de encino cubre una superficie de más de 596 hectáreas lo que corresponde a un 10% del área natural protegida. Predominan comunidades de encino (Quercus spp) y en el estrato arbustivo se pueden encontrar manzanitas (Arctostaphylos pungens), madroño (Arbutus glandulosa), capulín (Prunus serotina), sauces (Salix taxifolia), entre otros. La manzanita (Arctostaphylos pungens), en ocasiones puede formar comunidades puras muy densas en pendientes ligeras a pronunciadas en algunas zonas altas del Cerro.

### Pastizales
Los pastizales cubren una superficie de más de 2,700 hectáreas en sus diferentes variantes y ocupan el 47% de la superficie total del Monumento Natural Cerro del Muerto. Es el tipo de vegetación más común y se localiza principalmente en terrenos llanos o con pendiente suave, aunque en algunos casos llega a cubrir más la vertiente este. La composición y el estado de los mismos varían muchísimo en función del uso que se les ha dado, que ha sido principalmente pecuario. En algunas zonas, también de las partes bajas, se forma una asociación Pastizal-Huizachal, en donde los principales componentes son especies graminoides, (Muhlenbergia spp. y Aristida spp.) y huizache (Acacia schaffneri y Mimosa spp.). sin embargo durante las fechas de enero a mayo se encuentra en riesgo de quema por lo que se da a conocer este dato para que pueda cesar esta práctica.

### Matorrales
Esta vegetación cubre una superficie de más de 2,500 hectáreas del área natural protegida lo que representa el 43% con respecto al total. La conforman comunidades de vegetación predominantemente arbustiva, con una gran variedad estructural y fisonómica, dado que se desarrollan matorrales templados, áridos y subtropicales. El chaparral formado por manzanita (Arctostaphylos pungens), es una comunidad frecuentemente densa, muy generalizada en el área algunas veces asociada con encinos arbustivos de las especies Q. microphylla, Q. potosina y Q. laeta. Con una amplia distribución, se encuentra desde las partes más elevadas del Cerro del Muerto, y hacia las laderas de las vertientes, hasta el sur del área protegida, en una variación altitudinal que va de los 2,100 a los 2,450 m s. n. m. En lugares de transición entre encinares y matorrales se encuentra el matorral formado por arbustos de jarilla (Dodonaea viscosa); probablemente como una condición secundaria de estos tipos de vegetación.

#### Matorral subtropical
Entre la vegetación del trópico semiseco y los matorrales submontanos asociados a bosques templados, se desarrolla el matorral subtropical, con una combinación de especies propias tanto de unos como de otros, siendo uno de los tipos de vegetación más ricos fisonómicamente, con una gran cantidad de especies entre ellas Ipomoea murucoides, Leucaena esculenta, Bursera spp., Eysenhardtia polystachya, Myrtillocactus geometrizans, y Tecoma stans. 

#### Matorral espinoso
Se presentan también diversos tipos de matorrales desérticos, todos ellos bajo condiciones de perturbación. Uno de ellos es el matorral crasicaule, dominado fisonómicamente por cactáceas grandes con tallos aplanados o cilíndricos, generalmente del género Opuntia spp., encontrándose en pequeñas áreas en las partes bajas, particularmente de la vertiente este. El matorral espinoso está mejor representado que el anterior y entre sus principales componentes están Mimosa spp., Prosopis spp. y Dodonaea viscosa, siendo el resultado del disturbio causado por sobrepastoreo o por desmonte, principalmente en los matorrales subtropicales. El matorral desértico rosetófilo se desarrolla preferentemente en las estribaciones y algunos abanicos aluviales de la zona con predominancia de Dasylirion sp.

## Fauna
El Cerro del Muerto tiene la particularidad de ser un refugio para muchos animales vertebrados, dada su cercanía con la ciudad de Aguascalientes y a que es el inicio de la región montañosa al poniente de esta región del Estado.  
Invertebrados
Para este grupo existen pocos estudios formales, solo se tiene un estudio de tesis de licenciatura con listado de especies de lepidópteros diurnos de la zona, mientras que para otros grupos no existen un estudios formales, sin embargo, se han observado organismos pertenecientes a los órdenes Hemípteros, Coleópteros e Himenópteros principalmente (UAA-SEDESO 2002).
- Clase Insecta
  - Orden Hymenoptera
    - Pepsis Formosa (Say)
    - Ammophila procera (Delhbrom)
    - Polistes canadensis (Linnaeus)
    - Polybia sp. (Lepcletier)
    - Apis mellifera (L)
    - Xylocopa california (Cresson)
    - Atta texana (Buckley)
    - Thasus gigas (Burmeister)
    - Arilus cristatus (L)

  - Orden Lepidoptera
    - Pterurus multicaudatus (Kirby)
    - Battus philenor (L).
    - Colias eurytheme Boisduval
    - C.  caesonia Stoll.
    - Eurema jucunda Bdv. y Lec.
    - E. mexicana Bdv.
    - E. proterpia Fabr.
    - E. nicippe Cramer
    - E. daira (Godart)
    - Nathalis iole Bdv.
    - Catasticta nimbice Bdv.
    - Pieris protodice Bdv. y Lec.
    - P. rapae L.
    - Ascia monuste L.
    - Pindis squamistriga Feldr.
    - Agraulis vanillae incarnata Riley
    - Dione moneta poeyii Butler
    - Euptoieta claudia (Cramer)
    - Chlosyne lacinia Scud.
    - C. theona tecla (Bdv)
    - Anemeca erenbergii (Hübner)
    - Precis nigrosuffusa (Barbes y McDng).
    - Anartia jatropahe Joh. Mus. Lud.
    - Adelpha bredowii eulalia Del & Hew.
    - Hemiargus isola Reakirt
    - Everes comyntas Godt.
    - Phoecides lilea (Reak)
    - Vanessa (Cynthia) carye (Hbn.).
    - V. (Cynthia) virginensis (Drury)
    - Morpheis (Chlosyne) erenbergii (Hbn.)

Vertebrados
Hasta el momento se han registrado 141 especies de vertebrados lo que representa el 38.4% del total de vertebrados reportados para el estado de Aguascalientes que son 387 especies (CONABIO et al. 2008). Los grupos taxonómicos están representados por 7 especies de anfibios, 13 reptiles, 93 aves y 28 mamíferos. Cabe mencionar, que dentro del área protegida no existen cuerpos de agua significativos ni escurrimientos perennes en los arroyos, por lo que no se presentan peces.
Anfibios
En el Cerro del Muerto se encuentran siete especies de anfibios distribuidas en un orden, 4 familias y 4 géneros. Esto representa el 43.8% del total de especies de anfibios reportadas para el Estado que son 16 especies. En cuanto a las familias, la más representada es la Bufonidae con 3 especies, le sigue la familia Hylidae con 2 especies, le siguen las familias Scaphiopodidae y Ranidae con una especie cada una. 
Reptiles
En el Cerro del Muerto se reportan hasta el momento un total de 13 especies de reptiles agrupadas en tres órdenes, 6 familias y 11 géneros. Esto representa el 28.9% de las especies de reptiles reportadas para Aguascalientes que son 45 especies. Los órdenes mejor representados, es el de las serpientes (Serpentes) que incluye 6 especies y el orden de las lagartijas (Lacertilia) que incluye 6 especies que representan el 92% entre ambos. En tercer lugar está el orden de las tortugas (Testudines) con solo una especie que representa el 8%. En cuanto a las familias la mejor representada es la familia Colubridae que incluye especies como la culebra borreguera (Conopsis nasus), el alicante (Pituophis deppei), culebras de agua (Thamnophis spp) entre otras, esta familia representa el 38%. Le sigue la familia de las lagartijas espinosas (Phrynosomatidae) que representa el 31%. 
Aves
Para la región del área protegida se reportan un total de 93 especies ubicadas en 15 órdenes, 38 familias y 79 géneros. Esto representa el 36.6% del total de las especies reportadas para el Estado que son 254 especies (De la Riva et al. 2000; De la Riva 2008). El orden con mayor representación es el de las aves paseriformes con 57 especies que representan el 62%, le sigue el orden de las aves falconiformes con 7 especies que representan el 8%, y en tercer lugar está el orden de las aves apodiformes con 5 especies que representan el 6%.
En lo que respecta a la representatividad por familias, en el Cerro del Muerto la familia Emberizadae que abarca muchas especies de gorriones, es la mejor representada con 12 especies. Enseguida esta la familia Tyrannidae que la constituyen aves como los mosqueritos y papamoscas con 16 especies. En menor cantidad se presentan otra gran cantidad de familias las cuales se pueden apreciar en la Figura 14. Las especies residentes incluyen el guajolote silvestre (Meleagris gallopavo), el azulejo (Aphelocoma ultramarina), el saltaparedes risquero (C. mexicanus) y la coa (Trogon elegans). En cuanto a aves migratorias se pueden citar los verdines (Dendroica occidentalis, D. coronata, D. nigrescens, D. townsendi), paros (Parus sclateri), colibrí (Selasphorus rufus), gorriones (Chondestes grammacus, Aimophilla carpalis, Spizella atrogularis, S. pusilla), golondrinas (Hirundo rustica y Thachycineta thalassina), entre muchas otras (De la Riva et al. 2000; De la Riva 2008).
Mamíferos
En el Cerro del Muerto se reportan un total de 28 especies pertenecientes a 24 géneros, 16 familias y 7 órdenes (Hall 1981; De la Riva et al. 2000; Ceballos y Oliva 2005). Esto representa el 38.9% de las especies reportadas para la Entidad que es de 72 especies. El orden mejor representado el orden Rodentia con un 36% que incluye ratas y ratones de campo así como ardillas terrestres y arbóreas. Enseguida esta el orden Carnívora con el 29% e incluye especies como coyotes, mapaches y pumas. Después esta el orden Chiroptera con un 14% que incluye a los murciélagos. Enseguida están otros órdenes en menor representación proporcional de especies (Figura 15). En cuanto al análisis de familias, la mejor representada es la Muridae con 6 especies, le sigue la familia Leporidae con 3 especies, enseguida están las familias Canidae, Mustelidae, Sciuridae y Heteromyidae. Enseguida están el resto de las familias (Figura 16)
En el Cerro del Muerto se presentan dos especies de mamíferos endémicas de México lo que representa el 7.1% de las especies reportadas y son dos roedores (Neotoma albigula y Peromyscus difficilis). Se distribuyen también felinos como el puma (Puma concolor) y el lince o gato montés (Lynx rufus), y mamíferos muy llamativos como el venado cola blanca (Odocoileus virginianus) y la zorra gris (Urocyon cienereoargenteus) que son especies carismáticas y/o de interés cinegético. Por su ubicación geográfica, puede suponerse que actúa como un corredor y refugio natural de especies cuyas poblaciones han disminuido considerablemente en el valle de Aguascalientes.

## Actividades económicas
Ganadería
La ganadería extensiva es una actividad productiva importante desde el punto de vista económico, así como en superficie en el Cerro del Muerto. Esta actividad se encuentra concentrada, por pequeños propietarios, en las faldas del Cerro así como en algunas laderas. No se tiene cuantificado cuantas cabezas de ganado existen dentro del Cerro del Muerto, no obstante, existen ranchos con una gran cantidad de ganado particularmente en la ladera oriente, cercana al libramiento. Los agostaderos de los ejidos incluidos dentro del área protegida tienen pocas obras de infraestructura ganadera, algunos no cuentan con cerco perimetral completo y en ciertos potreros no se tienen aguajes permanentes para utilizarse en la época de lluvias. En algunos predios, el problema se observa sobrecarga animal por lo que se sobrepasa los límites que el agostadero puede soportar. 
Turismo de naturaleza y actividades recreativas
Tradicionalmente los habitantes del estado de Aguascalientes, buscan dedicar su tiempo libre de fin de semana en actividades recreativas en zonas al aire libre, como son los cerros, presas y bordos, e incluso en los bordes de las carreteras que brinden un paisaje agradable (Pérez et al., 2008) El Cerro del Muerto, y en particular El Picacho es un punto de atracción importante, particularmente los fines de semana. Las actividades que comúnmente se realizan en este punto son días de campo, observación de flora o fauna, caminatas, senderismo y actividades de educación ambiental. Esta visitación al Cerro del Muerto es relativamente reciente por lo que se considera que aún los servicios, infraestructura y vigilancia son insuficientes.  Aunado también a que en las faldas de El Picacho, en la zona de influencia del polígono del área protegida, se está dando la atomización del territorio y al establecimiento de una gran cantidad de pequeñas propiedades con casas de campo, cabañas, restaurantes y tiendas de autoservicio. Este crecimiento y cambios en el paisaje se han dado particularmente en los últimos cinco años, por lo que no se ha cuantificado aún este cambio de uso de suelo. Algunas casas de campo ofrecen servicios de visita y recreación a sus predios. 
Aprovechamiento forestal
A este respecto, no existe un aprovechamiento de madera intensivo. Este aprovechamiento se da particularmente de leñas secas y es más bien de tipo de autoconsumo. Se lleva a cabo en especial en la ladera poniente, que comprende la mayor zona boscosa del Cerro y se encuentra cerca de localidades como Venaderos, cuyos habitantes hacen uso de leña del Cerro y sus alrededores para sus actividades cotidianas. No se tiene registrado algún predio que lleve a cabo algún aprovechamiento forestal a gran escala. 
Investigación científica
En el Cerro del Muerto han sido pocos los estudios específicos para conocer su riqueza biológica y natural. Más bien ha formado parte de visitas esporádicas que forman parte de proyectos más regionales. No obstante, destacan los esfuerzos que algunas instituciones locales han hecho para dar a conocer la riqueza natural que contiene el Cerro como la Universidad Autónoma de Aguascalientes (De la Riva et al. 2000). Dichos estudios han sido más bien de carácter taxonómico. No se cuenta hasta el momento con estudios ecológicos o poblacionales que brinden información acerca de las especies vegetales y animales. Por ello, sería muy importante establecer estaciones de campo que promuevan estudios sobre la riqueza natural que contiene el área natural protegida. 

## Tenencia de la tierra
El monumento natural Cerro del Muerto presenta dos tipos de tenencia de la tierra: privada y social. En cuanto a la propiedad privada, cubre una superficie de 4,314.9 hectáreas que corresponden al 73.6% del total del área natural protegida. En cuanto a la propiedad social, esta es solo ejidal y cubre una superficie de 1547.1 hectáreas que corresponden al 26.4% de la superficie del área protegida. Se presentan los ejidos de Buenavista, El Niagara, La Tomatina, Los Caños y Venaderos. El ejido, dada su jerarquía administrativa, se encuentra organizado políticamente por una autoridad máxima es la asamblea general de ejidatarios, presidida por tres cargos administrativos y agrarios importantes como lo son el presidente de la Asamblea, el Comisariado de Bienes Ejidales y el Consejo de Vigilancia. Casi todos los propietarios del Cerro utilizan sus predios para actividades de ganadería extensiva y para fines recreativos. 

## Problemas ambientales
Incendios
Los incendios han sido recurrentes en los últimos años en el Cerro del Muerto, principalmente durante los meses de febrero a mayo. Este problema se ha presentado a lo largo de toda la Serranía, pero principalmente comienzan en la parte baja, cuando pequeños propietarios quieren “limpiar” su terreno y no se tiene control ni cuidado en la expansión del fuego. También se presenta por fogatas mal apagadas por parte de visitantes al Picacho. Considerando los valores escénicos, topografía del terreno, afluencia de visitantes, cargas de combustible y condiciones ambientales, Salado y Martínez (2008) proponen zonas de riesgo en Aguascalientes, y en este caso, para el área natural protegida, estableciendo 4 categorías: Muy alto, alto, bajo y muy bajo riesgo. De acuerdo a lo anterior, en el Cerro del Muerto se presenta en más de la mitad del área protegida un riesgo de incendio muy alto; asimismo, también en un alto porcentaje (41%) se presenta un alto riesgo de incendios. Esto debido a que en el Cerro predominan los matorrales, pastizales y el bosque de encino, además de la compleja topografía del área protegida. Las zonas con muy bajo riesgo (2%) son aquellas que han sido zonas agrícolas y que ahora presentan una vegetación tipo pastizal secundario. 
Uno de los más grandes incendios de los que se tiene registro ocurrió en el año 2008, cuando más de 1,600 hectáreas (27.8% del área protegida) fue invadida por el fuego afectando a la vegetación de una manera significativa. Este incendio duró más de una semana y fue necesario el uso de helicópteros cisterna, además de importantes recursos económicos así como esfuerzos humanos y técnicos para combatirlo.  
Tradicionalmente, en las acciones de combate de incendios participan los propietarios y, diversos organismos públicos como la CONAFOR que cuenta con personal, equipo y torres de vigilancia, así como instancias ambientales de Gobierno del Estado y de los Municipios afectados, Protección Civil y el Ejército Mexicano.
Erosión
En el Cerro del Muerto existen algunas zonas con degradación que ha sido provocada por diversos factores tales como el sobrepastoreo, desmontes, aprovechamiento de recursos pétreos, incendios forestales, construcción de bordos, entre otros. Uno de los componentes quizá más afectado de los ecosistemas es el suelo. Su recuperación es muy difícil y costosa, por lo que es importante mantener medidas de prevención de la degradación. De acuerdo a datos de SEPLAN (2004), en el Cerro del Muerto se presenta erosión ligera en 5,120 hectáreas (87%), mientras que 721 hectáreas (13%) se presenta erosión moderada. Esta última está distribuida principalmente en las zonas bajas del Cerro, en predios cuya actividad preponderante es la ganadería extensiva y también que han sido sujetos al aprovechamiento de recursos pétreos. 
Cambio de uso de suelo para infraestructura urbana
Esta actividad es una fuerte amenaza, ya que se está dando un desarrollo urbano acelerado en las confluencias del Picacho y está habiendo una atomización de la tenencia de la tierra bastante significativa, la cual aún no se ha estudiado ni cuantificado. Es también importante destacar la cercanía con el libramiento poniente, el cual se espera opere de acuerdo al concepto de su construcción, es decir, ser una vía rápida que desahogue el tráfico pesado de la ciudad de Aguascalientes. Es por ello importante dar seguimiento a la operación y desarrollo de esta vía de comunicación para que no se generen construcciones irregulares a lo largo de su trayecto. Con respecto a otros posibles usos del suelo, es también una real amenaza el aprovechamiento para recursos pétreos. Este tipo de actividad se ha dado principalmente en las partes bajas en la ladera oriente del Cerro. 
Reforestación
Se han hecho varios esfuerzos por generar cobertura arbórea en el Cerro del Muerto. Destacan aquellas que se hicieron hace más de 20 años, y que generaron pequeños bosquecillos de eucaliptos en la vertiente poniente del Cerro. La zona que quizá ha recibido mayores esfuerzos de reforestación es la del Picacho. Esta área ha motivado distintos esfuerzos tanto privados como de instituciones gubernamentales. Es necesario darles un seguimiento a las actividades de reforestación que se han realizado en el área protegida para evaluar su éxito. Hasta el momento no se cuenta con ningún diagnóstico al respecto. Se dice que la mayoría de las acciones de reforestación fracasan debido a que las especies no son las adecuadas; las características de la planta utilizada no reúnen las condiciones que favorezcan su sobrevivencia y desarrollo (tamaño, vigor, etc.); las plantaciones no reciben las atenciones requeridas para su establecimiento (exclusión del pastoreo, riego, fertilización, soporte, etc.); la reforestación se realiza en una temporada inadecuada; el manejo de la planta desde su extracción del vivero hasta su plantación no es el correcto; entre otros factores.    
Especies en riesgo y emblemáticas
En el Cerro del Muerto se encuentran 17 especies de plantas y animales incluidas en la NOM-059-SEMARNAT-2010, que corresponden al 5.2% del total de especies reportadas para el Cerro del Muerto que son 323 entre flora y fauna silvestre. 
Estos taxa son: dos especies de plantas, el sotol (Dasylirion acrotiche) y una biznaga (Ferocactus histrix),; una especie de anfibio, la rana de los bordos (Rana montezumae); ocho especies de reptiles, el falso camaleón (Phrynosoma orbiculare), la lagartija mezquitera (Sceloporus grammicus), la víbora chirrionera (Masticophis mentovarius), el alicante (Pituophis deppei), dos culebras (Salvadora bairdii y Thamnophis eques), la víbora de cascabel cola negra (Crotalus molossus) y la tortuga casquito (Kinosternum integrum); cinco especies de aves, el pato triguero (Anas plathyrhynchos diazi), el guajolote silvestre (Meleagris gallopavo), el gavilán pollero (Accipiter cooperi), el aguililla cola blanca (Buteo albonotatus) y el halcón peregrino (Falco peregrinus); y una especie de mamífero, el viejo de monte (Taxidea taxus). 
De estas especies, 12 están en la categoría de Sujetas a protección especial y cinco en la categoría de Amenazada. Como especies emblemáticas se pueden citar al halcón peregrino, que inclusive anida en el Cerro del Muerto, al venado cola blanca, al puma y al guajolote silvestre, de las cuales no se cuenta con estudios formales de su biología y hábitat.

## Tradiciones

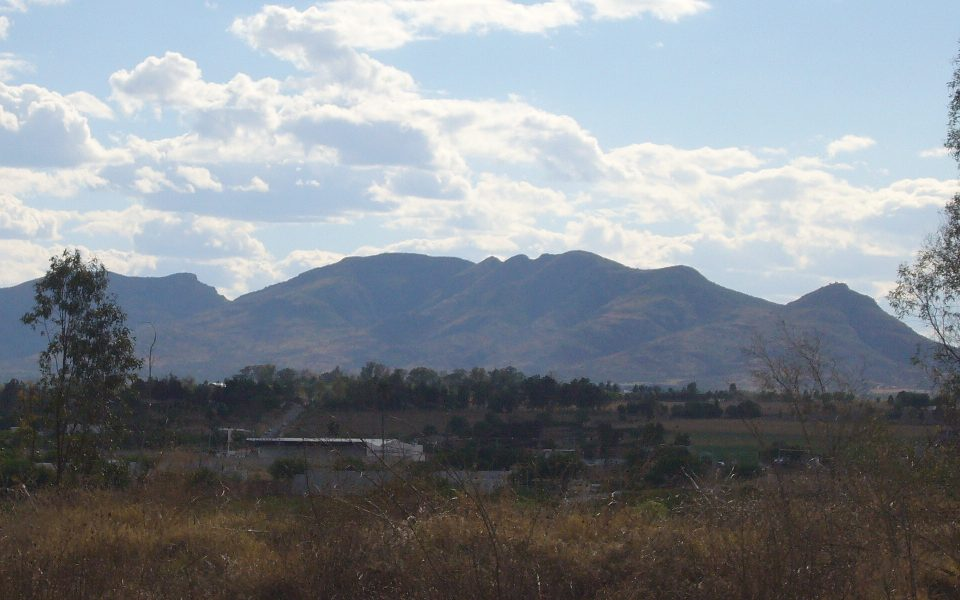
Vista diurna del cerro, desde la Universidad Autónoma de Aguascalientes.

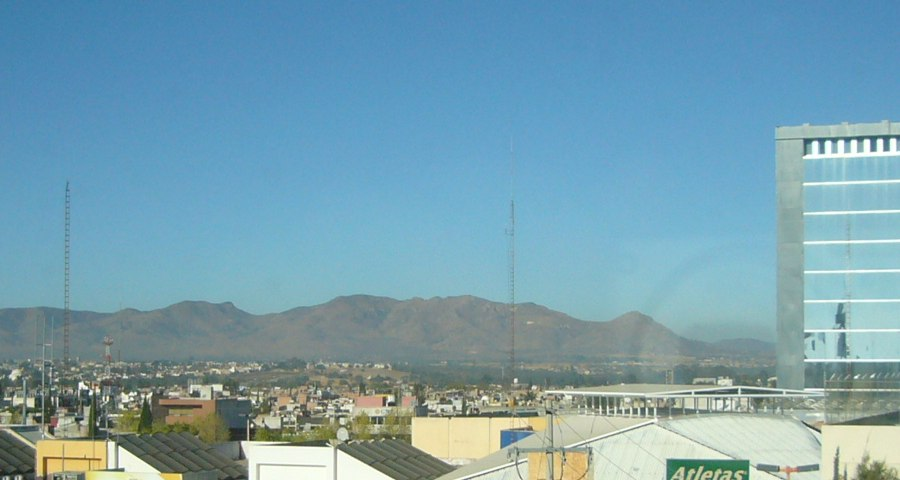
Vista matutina del Cerro del Muerto desde la Av. Las Américas.

- El muerto se ha vuelto un emblema de la popular Feria de las Calaveras, celebrada cada primera semana de noviembre y dentro de sus actividades se ha hecho tradición la caminata nocturna con lámparas llamada "Ilumínale los Pies al Muerto".

- Entre las tradiciones más conocidas, se cuenta que bajo el Cerro del Muerto hay túneles, tiene varias entradas y que en las entrañas, guarda uno de los más grandes tesoros acumulados por los indios de la región, quienes asaltaban las caravanas de la Ruta de la Plata.

- Otros aseguran que los tesoros no son de los indios, sino de Juan Chávez, bandolero famoso en la entidad y alrededores.

Lo cierto es que existen tanto a los alrededores del cerro como bajo la ciudad muchos túneles y socavones, la mayoría de los cuales, por falta de equipo adecuado no han sido explorados, prefiriendo simplemente taparlos. 
Se sabe también de casos de personas que se aventuraron a explorarlas y no se volvió a saber de ellas.
Por lo que se cuenta, se especula que en sus túneles se encuentra una especie de hongo, y que al respirar sus esporas, éstas se alojan en los pulmones, y terminan asfixiando a la persona, o bien pierde el conocimiento y la memoria, pero nada ha sido comprobado.

## Leyendas
Se dice que en ese lugar se reunieron los chichimecas, los chalcas, y los nahuatlacas, tratando de ponerse de acuerdo para establecerse en ese sitio y de allí salir a diferentes lugares siendo en ese punto el sitio de operaciones. Entre ellos había tres sacerdotes (uno por cada tribu) los que eran extremadamente altos, fornidos, de aspecto majestuoso e imponente.
Después que deliberaron sobre lo que se tenía que hacer, y cuando ya estaba por ocultarse el sol, a uno de los sacerdotes, el de la tribu chichimeca, se le ocurrió bañarse en el charco de agua caliente de "la Cantera" y después de que se tiró al agua, desapareció.
"La Cantera", se le llama a un manantial de aguas termales en el estado y según cuenta la leyenda existen muchos otros de estos "charcos", los que fueron "sembrados" por otras tribus anteriores, quienes querían "sembrar" agua, hacían un hoyo, le ponían agua de su guaje y medio "almud" de sal, lo tapan y al transcurso tres o cuatro años había un inmenso manantial de aguas sulfurosas. Así hicieron varios en la región y de ahí el nombre de Aguascalientes.
Al aventarse al agua el sacerdote y desaparecer, los chichimecas esperaron pacientemente que su señor apareciera en otro de los muchos charcos que había, pero... fue inútil, pasaron varios días y el sacerdote no regresaba. Se reunió la tribu y deliberaron: ¿Acaso los traicionarían los chalcas?. -No era posible, habían hecho un pacto y su honor estaba en juego.
Al no regresar el sacerdote en meses, no les quedó duda a los chichimecas que los chalcas lo habían matado y enfurecidos, corrieron a dar aviso a sus compañeros para enfrentarse con sus enemigos.
Y así principió una guerra contra los chalcas, los que no supieron de qué se trataba, pues sin decirles "agua va", llovieron flechas por todos lados.
Los chalcas, pidieron ayuda a los nahuatlacas, los que estaban de espectadores con su sacerdote al frente. No solo no se unieron a ellos, sino que dieron la vuelta diciendo que el pleito no era con ellos.
Después de ponerse de acuerdo e indignados por la afrenta, los chalcas se dispusieron a repeler el ataque y "en los fulgores de la batalla y en lo cruento de la lucha", vieron con sorpresa que venía el sacerdote perdido. Ya no era posible retroceder y sin quererlo, una flecha atravesó el corazón del sacerdote de los chichimecas, el que les gritaba: "¡Deténganse! Sólo fui a sembrar algunos charcos"; pero no fue escuchado.
El sacerdote tratando de huir, con su sangre fue regando el camino y la huella del líquido, todavía se puede ver en la tierra roja del montecillo. Quiso hablar con su gente, pero no pudo, sin decir palabra cayó muerto y con su cuerpo sepultó a todo el pueblo chichimeca que lo seguía. Con sus cadáveres se formó el famoso cerro del Muerto que se encuentra al poniente del , municipio de Jesús María, en el estado de Aguascalientes. El charco La Cantera está ubicado a unos cuantos metros del Cerro del Muerto.